# Enfrentamiento de Curuguaty
El enfrentamiento de Curuguaty, también denominado como masacre de Curuguaty, fue un incidente violento que tuvo lugar el 15 de junio de 2012, alrededor de las 07h30, entre personales del Grupo Especial de Operaciones (GEO) de la Policía Nacional del Paraguay y campesinos que se encontraban ocupando desde hacía casi un mes una tierra disputada como malhabida conocida como Campos Morumbí, ubicada en la ciudad de Curuguaty, Departamento de Canindeyú, al norte de Paraguay. 
Los enfrentamientos se desarrollaron en medio de un desalojo por parte de la policía, ordenado por el ministro del Interior. Cuando los policías llegaron al campamento y hablaron a los líderes campesinos, se inició una breve discusión que rápidamente derivó en una balacera. Hasta ahora no se pudo demostrar quién empezó la balacera. Los policía siguieron disparando hasta tres horas después, mientras que muchos campesinos huían hacia el monte y otros hacia la ruta.
El balance del enfrentamiento fue de 17 fallecidos (6 policías y 11 campesinos), así como cerca de 80 heridos y torturados y 63 detenidos. Este hecho provocó una grave crisis política que desembocó en el enjuiciamiento y la destitución del entonces presidente de la República Fernando Lugo.

## Desarrollo
En mayo de 2012, la finca Campos Morumbí, de más de 2000 há, de la localidad de Curuguaty, a 240 km al noreste de Asunción, a 1.600 metros de la Ruta Nacional 10  “Las Residentas”, del km. 282, en litigio entre Blas N. Riquelme (expresidente del Partido Colorado) y el Estado Paraguayo, fue ocupada por cerca de 150 de campesinos para protestar por la escasez de tierras agrícolas en el departamento de Canindeyú.
Tras tres semanas de toma, el viernes 15 de junio de 2012 el Ministerio del Interior ordenó el desalojo de la propiedad, resultando en enfrentamientos violentos entre ocupantes y la fuerza policial. Desde el comienzo del gobierno de Lugo se llevaba a cabo un proceso de desalojo pacífico, consistente en una vanguardia delegada por los cuerpos policiales ―sin armas― que planteaba un desalojo con intención de que los campesinos ocuparan en otro lugar donde el Estado les asignaría tierras. En este caso, los policías mandatados en dicha tarea fueron aparentemente emboscados y acribillados en el lugar, a lo que el grupo de apoyo de la policía respondió con severidad. En el ataque murieron 17 personas (11 campesinos y 6 policías), hubo más de 80 heridos y torturados y más de 60 detenidos.
Este suceso provocó fuertes críticas en el país, provocando la dimisión del ministro del Interior, Carlos Filizzola, y del comandante de la Policía, Paulino Rojas. Fuentes policiales dijeron que los efectivos fueron emboscados cuando intentaban establecer las tratativas, sospechándose que miembros del Ejército del Pueblo Paraguayo estaban infiltrados entre los campesinos. Otras fuentes consideran que este trágico episodio fue en realidad un montaje que sirviera de pretexto para pedir la destitución de Lugo. Seis meses luego de la masacre el dirigente Vidal Vega, que conducía una investigación paralela, fue asesinado por sicarios enmascarados. Según él, serían “infiltrados” los que desencadenaron el tiroteo, disparando al mismo tiempo contra los campesinos y contra la policía. De acuerdo con Hugo Richert, exministro de Acción social, “el episodio pudo haber sido preparado como para contar con un motivo perfecto para destituir al presidente. Y a pesar de la presión ciudadana, el procurador solo ha investigado en una única dirección: según él los campesinos tendieron una emboscada a los policías".
El presidente Fernando Lugo no manifestó su respaldo a las fuerzas de seguridad pero sí extendió sus pésames a los familiares de los policías fallecidos.  Tras los incidentes el mandatario ordenó que las fuerzas armadas se sumen a la policía para respaldar el operativo que se desarrollaba. El sábado 16 de junio de 2012 designó a un nuevo ministro del Interior, el exfiscal General del Estado Rubén Candia Amarilla, quien ocupó el cargo dejado en la noche del viernes 15 de junio por Carlos Filizzola. El mandatario también reemplazó al comandante de la Policía Nacional, y anunció la creación de una comisión para investigar lo ocurrido en Curuguaty con el apoyo a la OEA (Organización de los Estados Americanos).
Los policías no tenían orden de desalojar a los campesinos, que habían ocupado el terreno para reclamar que formara parte de la reforma agraria, sino de realizar un cateo, para sustraer de manera pacífica las posibles armas que portaran. Según diferentes medios el predio tenía una ocupación absolutamente ilegal por parte de la familia Riquelme, vinculada con el Partido Colorado.
Días después, se enjuició al presidente Lugo aun cuando posteriormente el propio parlamento afirmó que se rompió la cadena de mando, en la orden dada sobre Curuguaty. Múltiples irregularidades han enturbiado la investigación. Un helicóptero de la policía sobrevoló el lugar durante los acontecimientos: el video grabado desde el aire ha desaparecido misteriosamente. No han sido realizados ningún peritaje ni ninguna investigación balística para determinar quién pudo matar a los seis policías. Un fusil Maverick calibre 12 robado a un exmilitar algunos días más tarde y que nada tuvo que ver con el tiroteo fue agregado al conjunto de elementos considerados como prueba de la culpabilidad de los “sin tierra”. El 20 de marzo de 2014, la bancada del Partido demócrata progresista (PDP) presentó en el Senado una serie de fotografías de campesinos muertos y esposados, víctimas posibles de ejecuciones sumarias.